# 박호영
박호영(1999년 4월 7일 ~ )은 대한민국의 축구 선수이다. 포지션은 수비수로 현재 K리그1의 강원 FC 소속이다.